# Gitona pruinosa
Gitona pruinosa är en tvåvingeart som beskrevs av Jacques-Marie-Frangile Bigot 1888. Gitona pruinosa ingår i släktet Gitona och familjen daggflugor.
Artens utbredningsområde är Tunisien. Inga underarter finns listade i Catalogue of Life.